# 不条理
不条理（ふじょうり）は、不合理であること、あるいは常識に反していることを指す。英語の absurd、フランス語の absurde、ドイツ語の Absurdität の訳。これらはいずれもラテン語の absurdus を語源とする。このラテン語の意味は「不協和な」(cf. Cicero, De Oratore, III, 41)。

## 文学における不条理
不条理によってナンセンスの効果がもたらされるため、ある種の文学作品ではしばしば不条理的展開が用いられる。代表的な不条理文学としては、カミュの小説『ペスト』や『異邦人』、セリーヌの『夜の果てへの旅』、カフカの『変身』や『審判』などがある。
不条理文学は第二次世界大戦に生まれ、多くの場合不条理演劇によって表現された。代表的作家としてはウジェーヌ・イヨネスコ、サミュエル・ベケット、フェルナンド・アラバルなど。現代中国文学においては高行健が集中的に取り組んでいる。
劇作家別役実は日本における不条理劇を確立したとされている。

## 哲学における不条理
哲学的意味における不条理は、世界に意味を見いだそうとする人間の努力は最終的に失敗せざるをえないということを主張する。そのような意味は少なくとも人間にとっては存在しないからである。この意味での不条理は、論理的に不可能というよりも人間にとって不可能ということである。
2世紀のキリスト教神学者テルトゥリアヌスの言とされる「不条理なるが故に我信ず (credo quia absurdum) 」という言葉は、キリスト教信仰の理性による解釈を拒絶したものといえる。理性によって不可能と判断されるイエスの復活は、まさにそれゆえにこそ確実なのだとテルトゥリアヌスは考えた。
19世紀に不条理の観念に注目したのがデンマークの哲学者キルケゴールである。キルケゴールは『おそれとおののき』の中で、旧約聖書で物語られるアブラハムの逸話を解釈しながら、あらゆる倫理的義務に反してアブラハムが神に捧げるため息子を殺そうとし、その結果信仰が確証されるという物語に不条理を読み取っている。
20世紀半ばに再び不条理の意識に注目したのが実存主義である。とりわけフランスで、 カミュやサルトルらによって不条理の倫理的美学的次元が探求された。実存主義において「不条理的」という形容は、既存の意味の全てを剥ぎ取られたものに対して用いられる。「不条理」という言葉が用いられる時、世界が根本的に不条理であること、人間の条件はそもそも不条理であって、無根拠であることが喚起されている。
カミュは『シジフォスの神話』の中で、不条理な英雄としてシーシュポスを描いている。つまり、神々を怒らせることになるのを意に介さず生への情熱を貫徹するからである。ちなみに、決して頂上にとどまることの無い岩を、転げ落ちるごとになお運び上げ続けざるを得ないシーシュポスの苦役は神々からの処罰のためなのだが、そんなものは捨ておけという意味でカミュは、シーシュポスをその山の麓にとどめようとする。
不条理主義者の哲学の中では、不条理は人による世界の意味の追究と世界の明らかな意味のなさの基本的な不調和によって生じるとされる。意味を持たない世界で意味を探す。人はこのジレンマを解決する３つの方法を持っている。キルケゴールとカミュはその解決法を著書の中で書いている。『死に至る病』と『シーシュポスの神話』である。
- 自殺：まずシンプルな１つの方法として人生を終わらすということ。キルケゴールとカミュはこの方法が非現実的であるとして退けている。
- 盲信：不条理を超えた何か、触れられず実験的に存在が証明されていないものを信じること。しかしそれをするには理性を失くす必要がある（すなわち盲信）、とキルケゴールは言っている。カミュはこれを哲学的自殺として考えている。
- 不条理を受け入れる：不条理を受け入れて生きる。カミュはこの方法を推奨しているが、キルケゴールはこれを「悪魔に取り付かれた狂気」として、自殺を引き起こす可能性を論じて批判している[1]。

## セーレン・キェルケゴール
カミュが現れる前、19世紀にデンマークの哲学者キルケゴールが不条理について書いている。
「不条理とは何か？それはおそらく容易に理解できるだろう。それは私が意味を持ってなす行動や私自身、私の意志が導いた結果に見ることができるだろう。君はあることを他のことと同様によくできるだろう。すなわち私がこれを言うと、私のようには君はできないだろうと。不条理は信条によってなされる行為である。私は行動する、しかし結果はすでに決まっており、私はその一つの可能性をつかみ取って言う、これが私のやったことで、他のことはできなかった。これが私の意志がつかみ取った結果であるから」—キルケゴール，ジャーナル，1849
不条理の一つの例は、「おそれとおののき」の中に見ることができる。アブラハムは神に、息子のイザークを殺せと命じられる。アブラハムはすべての道徳と倫理に反抗し、ただ神に従い息子を殺した。結果的に息子は神からアブラハムの元へ返されることで、アブラハムは神への信仰を再確認する。キルケゴールは、この神を信じて殺人を行ったアブラハムに、不条理の美徳を見出した。この物語は"沈黙のヨハネス"という偽名で書かれている。
別の例では『死に至る病』に不条理を見ることができる。このときの偽名は"Anti-Climacus"である。絶望に対する挑戦としてこの本は知られている。この本の始まりで、「不条理に直面した人が、どうそれに対処するか」を書いている。このテーマはカミュものちに書いている。自殺、すなわち不条理の拒絶である。彼の自伝によれば、彼の使ったペンネームに大した意味はない。彼の活動は、不条理をテーマとした、多くのもののバックグラウンドとなっている。

## アルベール・カミュ
不条理は彼の書いた著作の中で見ることができるが、「シーシュポスの神話」が不条理をテーマにした彼の最重要な著作である。その中で不条理を理想との間に生じる対立、葛藤、分裂であるとした。特に、不条理に直面した状態を、意味を求めるときに生じた矛盾との対立であるとし、理性をもつ種である人間が直面する問題とした。不条理を悟ったり気づくことは個人に３つの選択をもたらす。自殺、宗教などへの盲信、不条理の認識である。彼は不条理を受け入れることが生き続ける唯一の方法としている。
カミュにとって自殺は「人生は生きるに値しない」という懺悔であり、自殺することは暗に「もう十分生きた」と言うようなことだとしている。自殺は最も単純な不条理の解決法で、この世界での自己の終わりである。
不条理を克服するには、宗教などを盲信するという手もある。これはキルケゴールが『沈黙のヨハネス』という名で触れている。カミュ自身はこれを理性を捨てる行為であるとし、不条理ではないとした。この盲信を"哲学的自殺"とし、肉体的な自殺とともに不条理の解決法から排除した。
カミュは不条理が受け入れることができるものであるとした。理由は、人生の意味が不条理を超えたところにあるからである。もし不条理に気づくことができれば、この世界が意味を持たないことに気づく。ということは個としての我々は真に自由であり、世界を客観的ではなく主観的に捉えることができるとした。個々が意味を探し求めて自分なりの解釈を得ていくことで幸せになれるのである。
『シーシュポスの神話』でカミュは、「不条理から3つの結果を得た。反抗と自由と情熱だ。私は自分の意志で人生に待ち構える死を受け入れ、自殺を拒絶した」と言っている。

## 生の意味
不条理主義によれば、人は生きる意味を求める。この意味の追究には2つの道がある。1つは人生に意味がないという現実的な結論からの考え、もう1つは神のような超越者を仮定した考えである。しかし神のようなものを仮定するとまた疑問が生じる。「神の意志は何か？」キルケゴールによれば神に目的はなく、神を信じることは不条理だとしている。一方でカミュは神を信じることを、人と世界の対立を否定することで哲学的自殺としてる。だがカミュもキルケゴールも、不条理は神の存在への手掛かりではないとし、カミュは「神がいないとは言っていない、それはまだ議論の余地がある」としている。
自殺は生きる意味を失った時の最も速い解決策である。カミュは『シーシュポスの神話』の中で、「自殺に価値はない。もし本当に人生がばかげていても、抗うことがばかげていても。むしろ生きる意味が与えられていないからより良く生きようと思える」としている。
カミュは「諦めなしに不条理を受け入れる方法」を紹介している。「魅力なしに生きられるか」を問い、「意識的反抗」を、不条理を拒絶する世界に明示していくことである。先天的意味や死後のさばきのない世界で、人は完全な自由を得る。この自由によって人は見えないものにすがることも、不条理の英雄として生きることもできる。これより不条理の英雄の持つ、拒絶する意志は情熱とともに生きる彼唯一の能力となるのである。